# Auguste Regnaud de Saint-Jean d'Angély
Pour les articles homonymes, voir Regnauld, Saint-Jean d'Angély et Angély.
Auguste Regnaud, comte de Saint-Jean d'Angély, né à Paris le 30 juillet 1794 et mort à Cannes le 1er février 1870, est un maréchal de France.
Il commande la 1re division du corps expéditionnaire de la Méditerranée en 1849. Ministre de la Guerre en janvier 1851, Il commande la Garde impériale de 1856 à 1869. Il est fait maréchal de France en récompense de sa conduite à la bataille de Magenta en juin 1859.

## Biographie

### Premier Empire

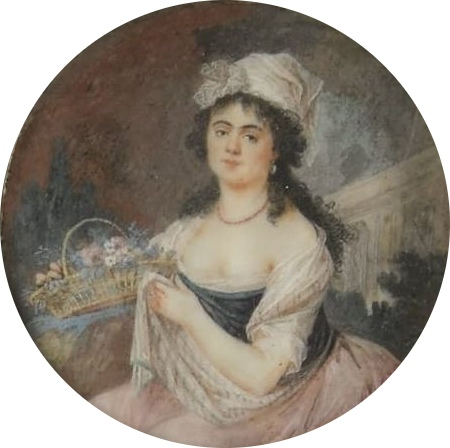
Portrait de Marie-Louise-Augustine Chenié, mère d'Auguste Regnaud de Saint-Jean d'Angély

Auguste Michel Étienne Regnaud de Saint-Jean d'Angély est le fils de Michel Regnaud de Saint-Jean d'Angély et de Marie-Louise-Augustine Chenié, une actrice, qui mourut peu de jours après lui avoir donné naissance. Il entre au prytanée de Saint-Cyr, puis en 1811 à l'école militaire de Saint-Germain, qu'il quitte en 1812 pour aller rejoindre en Russie le 8e régiment de hussards, en qualité de sous-lieutenant. Il se distingue en diverses rencontres, principalement dans la campagne de Saxe. Après l'affaire de Dublen, le 10 octobre 1813, il est nommé lieutenant et, le 4 décembre, membre de la Légion d'honneur.
Le 8e de hussards ayant été à peu près anéanti dans la journée de Leipzig, Regnaud est attaché, en qualité d’aide de camp, au général Corbineau, lui-même aide de camp de l'empereur. Il fait, à l'état-major impérial, la campagne de 1814, pendant laquelle il est promu au grade de capitaine pour sa conduite dans le combat qui a lieu sous les murs de Reims. Il sert à ce grade pendant la première année de la Restauration dans le 1er régiment de hussards.
À son retour de l'île d’Elbe, l'empereur attache le jeune capitaine à sa personne comme officier d'ordonnance, et l'élève au grade de chef d'escadron dans la journée de Waterloo.

### Restauration
Licencié avec ses frères d'armes, Regnaud quitte l'armée et la France, et rejoint son père, victime de la réaction. Plus tard, il revient à Paris pour solliciter sa radiation de la liste de proscription, qu'il obtient après d'incessantes démarches ; mais il est trop tard. À peine le comte Regnaud de Saint-Jean-d'Angely a-t-il revu la capitale qu'il succombe à toutes ses émotions.
Rayé des contrôles de l'armée, le jeune comte Regnaud vit retiré à la campagne jusqu'en 1825, époque à laquelle il part pour la Grèce dont l'indépendance était à la veille de succomber sous les armes d'Ibrahim Pacha. Sous les ordres du colonel Fabvier qui est chargé d'organiser une armée grecque régulière, à l'européenne, Regnaud commande le corps de cavalerie nouvellement créé jusqu’à la fin de 1826.
Rentré en France à cette époque, Regnaud, en 1828, suit comme volontaire l'expédition de Morée du général Maison.

### Monarchie de Juillet
À la révolution de Juillet, Regnaud est exceptionnellement reconnu dans son grade. Il est nommé lieutenant-colonel au 1er de chasseurs, devenu ensuite 1er de lanciers, corps dont il est nommé colonel en 1832, quelques mois après avoir été fait officier de la Légion d'honneur le 4 mai 1831. Il est fait commandeur le 19 décembre 1847.

### Seconde République

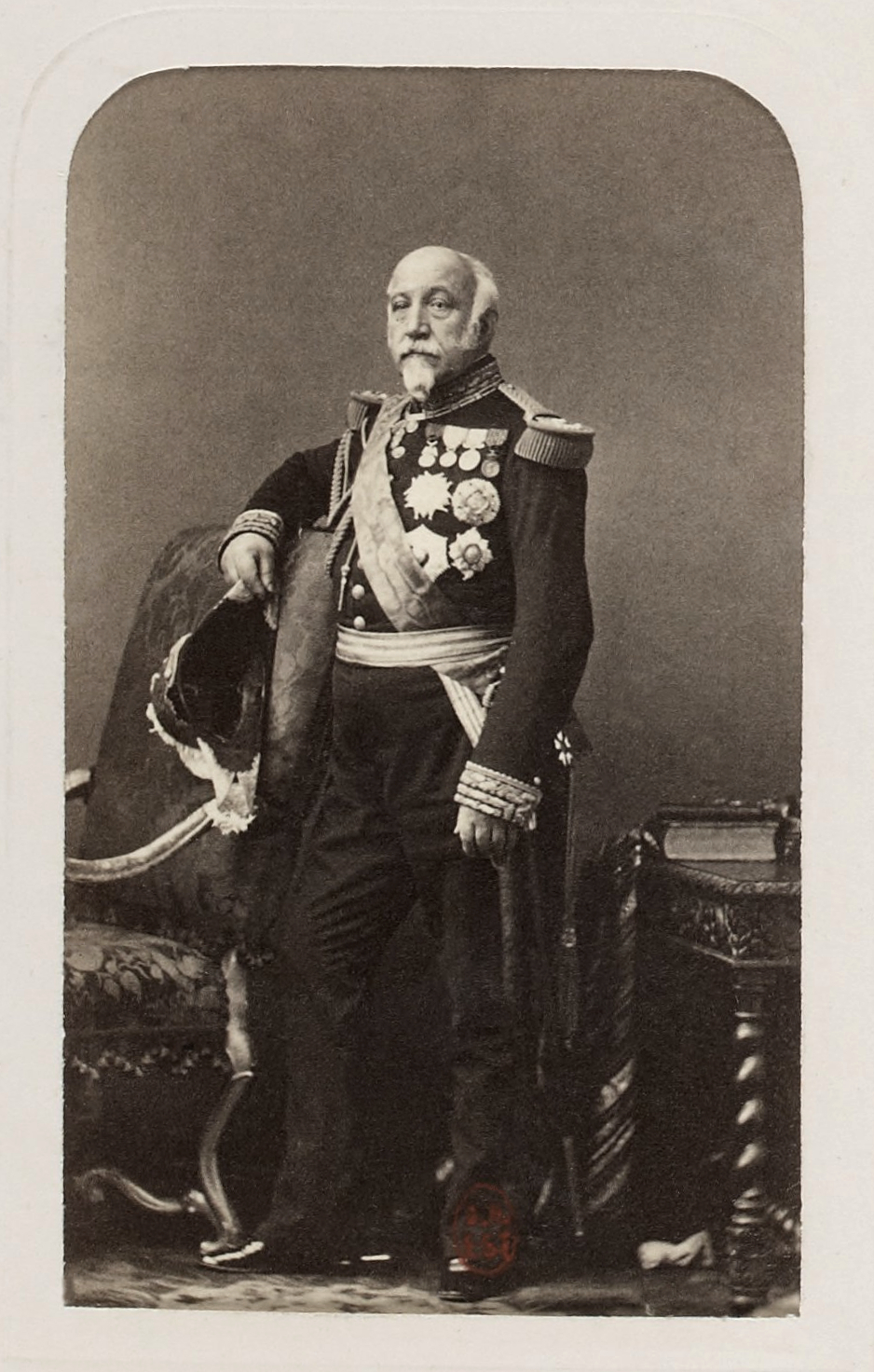
Regnaud de Saint-Jean d'Angély.

Sous la Seconde République, il est nommé général de brigade, puis général de division le 10 juillet 1848. Il est ensuite représentant du peuple à l'Assemblée législative, grand-officier de la Légion d'honneur le 12 juillet 1849 ; il commande la 1re division du corps expéditionnaire de la Méditerranée en 1849.
Il devient brièvement ministre de la Guerre du 9 janvier 1851 au 24 janvier 1851 dans le gouvernement Hautpoul.
Le 21 juillet 1851, il épouse Anne Angélique Ruby (1807-1890), à Daubeuf-Serville (76).

### Second Empire
Il est décoré de la médaille militaire le 13 juin 1852 puis élevé à la dignité de grand-croix de la Légion d'honneur par décret du 28 décembre 1855.
En avril 1856, il est nommé commandant en chef de la Garde impériale, fonction qu’il occupera jusqu’en 1869.
Il se distingue particulièrement à la tête de la Garde lors de la campagne d'Italie de 1859, bien que la postérité n'ait retenu que Mac Mahon. À la bataille de Magenta le 4 juin, pour permettre une manœuvre hasardeuse de Mac Mahon, Regnaud doit faire face durant plus d'une journée à des forces bien supérieures. Lorsque Mac Mahon arrive en force, il récolte les fruits de la pugnacité de Regnaud.
L'empereur le fait maréchal de France le 5 juin 1859.

## Décorations

### Décorations françaises
- Grand-croix de la Légion d'honneur (28 décembre 1855)
- Médaille militaire (13 juin 1852)
- Médaille de Sainte-Hélène (1857)
- Médaille commémorative de la campagne d'Italie (1859)

### Décorations étrangères
- Chevalier de l'Ordre suprême de la Très Sainte Annonciade (1859)
- Chevalier Grand-Croix de l'Ordre des Saints-Maurice-et-Lazare (1859)

## Armoiries
| Figure | Blasonnement |
|        | D'azur chargé en abîme d'un coq d'argent ayant la patte droite posée sur un 4 de sable, surmonté en chef d'une étoile d'argent ; bordure componée d'or et de sable de seize pièces., |